# 棠海站
棠海站是一个成昆铁路上的车站，位于云南省禄丰县中村乡棠海村，建于1966年，邮政编码为651223。
棠海站目前为五等站，隶属昆明铁路局管辖，西距广通站51公里，成都站998公里，东距昆明站102公里。